# Енінген (Ройтлінген)
Енінген (нім. Eningen) — громада в Німеччині, знаходиться в землі Баден-Вюртемберг. Підпорядковується адміністративному округу Тюбінген. Входить до складу району Ройтлінген.
Площа — 23,16 км2. Населення становить 11 166 ос. (станом на 31 грудня 2020).